# 오스틴 카

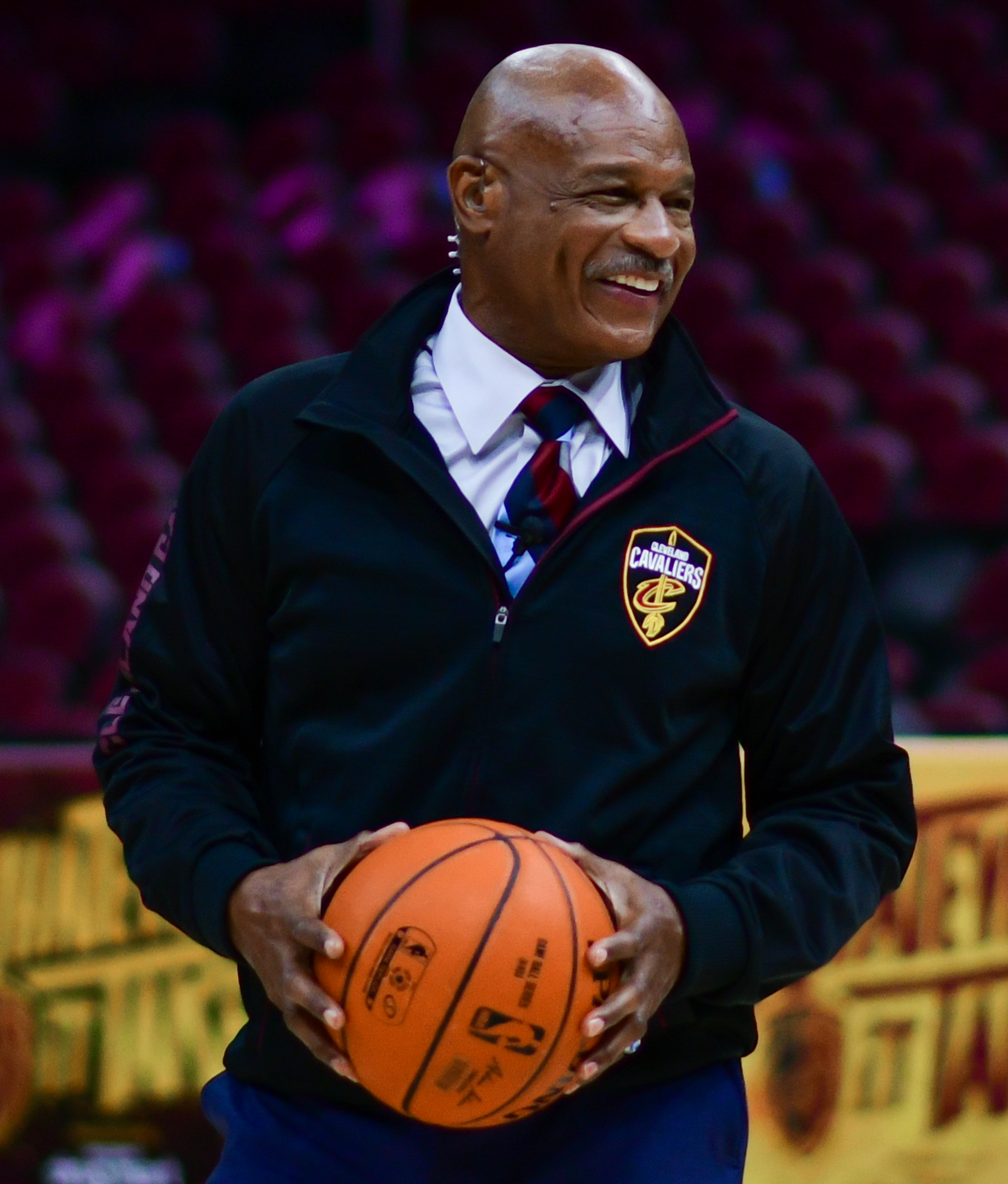
2018년 모습

오스틴 카(Austin Carr, 본명: 오스틴 조지 카, Austin George Carr, 1948년 3월 10일 ~ )는 NBA(전미 농구 협회)의 클리블랜드 캐벌리어스, 댈러스 매버릭스 및 워싱턴 불릿츠에서 뛰었던 미국의 전직 프로 농구 선수이다. 클리블랜드 농구 팬들에게 "미스터 카발리어"(Mr. Cavalier)로 알려져 있다. 1971년 1월 19일 UCLA 브루인스를 물리친 노틀담 팀의 일원이었으며, 이는 정확히 3년 후 노틀담에게 패배하여 브루인스의 NCAA 남자 농구 기록 88연승을 경신할 때까지 UCLA의 마지막 패배였다.

## 초기 경력
카는 워싱턴 D.C.에서 자랐으며 홀리 리디머 스쿨과 이후 매킨 카톨릭 고등학교를 다녔다. 매킨에서 카는 시애틀 대학에서 주연을 맡기 전에 전국 올 아메리칸 팀을 구성한 올 시티(All-City) 가드 톰 리틀과 팀을 이루었다. 주니어 올 멧(Junior All Met)으로서 카는 24경기에서 475점을 획득했다. 카의 올 멧 시니어 시즌 동안 그는 600점을 획득했고 스털링 사보이와 함께 폴 퍼롱이 트로이 목마를 드마타를 상대로 가톨릭 리그 타이틀로 이끌도록 이끌었다. 카는 아티스 길모어, 하워드 포터, 짐 맥다니엘스, 커티스 로우와 같은 다른 1967년 선배들과 함께 퍼레이드 올 아메리칸(Parade All-American)으로 선정되었으며 모두 주요 대학 스타가 되었다.